# Racková
Racková település Csehországban, a Zlíni járásban. Racková Lechotice, Žeranovice, Hostišová, Fryšták, Mysločovice és Zlín településekkel határos. Lakosainak száma 835 fő (2024. január 1.).

## Népesség
A település lakosságának változását az alábbi diagram mutatja:
| Lakosok száma | 543  | 615  | 640  | 728  | 678  | 785  | 812  | 829  | 818  | 835  |
|               | 1869 | 1900 | 1921 | 1961 | 1980 | 2011 | 2016 | 2019 | 2021 | 2024 |